# Paul Lotsij
Paulus Jan (Paul) Lotsij (Dordrecht, 4 februari 1880 - Amsterdam, 19 september 1910) was een Nederlandse roeier. Hij nam eenmaal deel aan de Olympische Spelen en won hierbij één medaille.
Hij nam in 1900 deel aan de Olympische Spelen van Parijs. Hij nam, net als zijn oudere broer Geert Lotsij, deel aan het roeionderdeel vier met stuurman. In deze controversiële wedstrijd eindigde het Nederlandse team op een tweede plaats in een tijd van 6 minuten en 3 seconden. Tegen de reglementen in wilde de Franse jury namelijk twee niet geplaatste Franse boten alsnog laten meevaren in de finale. Uit protest deden het Duitse, Belgische en Nederlandse boten niet meer mee. Onder druk gezet door internationale leden besloot de Franse jury een tweede finale te houden.
Lotsij was een broer van voetballer Dirk Lotsij. Hij was aangesloten bij de Amsterdamse studentenroeivereniging ASR Nereus. Hij studeerde rechten aan de Universiteit van Amsterdam, maar beëindigde in 1907 zijn studie.
Hij stierf op een jonge leeftijd van 30 jaar.

## Palmares

### roeien (vier met stuurman)
- 1900:  OS - 6.03,0

Coenraad Hiebendaal · 
Geert Lotsij · 
Paul Lotsij · 
Johannes Terwogt · 
Herman Brockmann (stuurman)